# Caracol
Caracol ili El Caracol je naziv za veliko arheološko nalazište mayanske civilizacije, smješteno u suvremenom Belizeu u okrugu Cayo.
Nalazi se oko 40 km južno od Xunantunicha i grada San Ignacio, odnosno na 460 m nadmorske visine i padinama Majanskih planina. Caracol je bio najvažnije političko središte ravničarskih Maya za vrijeme klasičnog perioda u Belizeu. Oko 650. godine, gradsko područje Caracola prostiralo se u radijusu od oko 10 km od središta. Pokrivalo je daleko veću površinu nego suvremeni Belize City (najveći grad u Belizeu) i imalo dva puta više stanovnika.
Usprkos svoje veličine, Caracol je otkriven tek 1937. godine.

## Vanjske poveznice
|  | Zajednički poslužitelj ima još gradiva o temi Caracol |